# Пост № 1 (Волгоград)

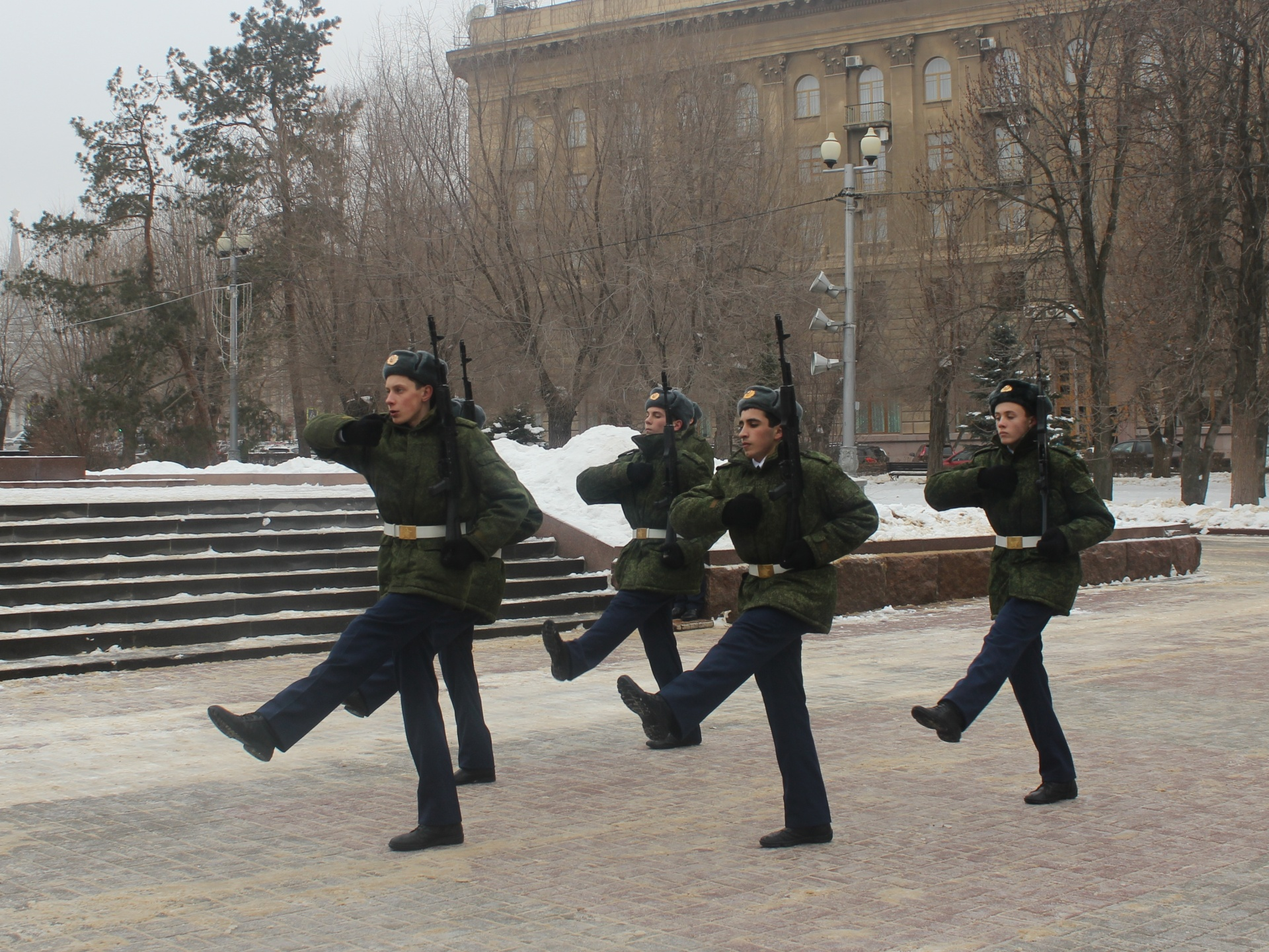
Смена караула на Посту № 1

Волгоградский Пост № 1 — первый в СССР юнармейский пост, образованный в 1965 году.
С 1999 года Пост № 1 города Волгограда — центр дополнительного образования детей.

## История

### Советские времена

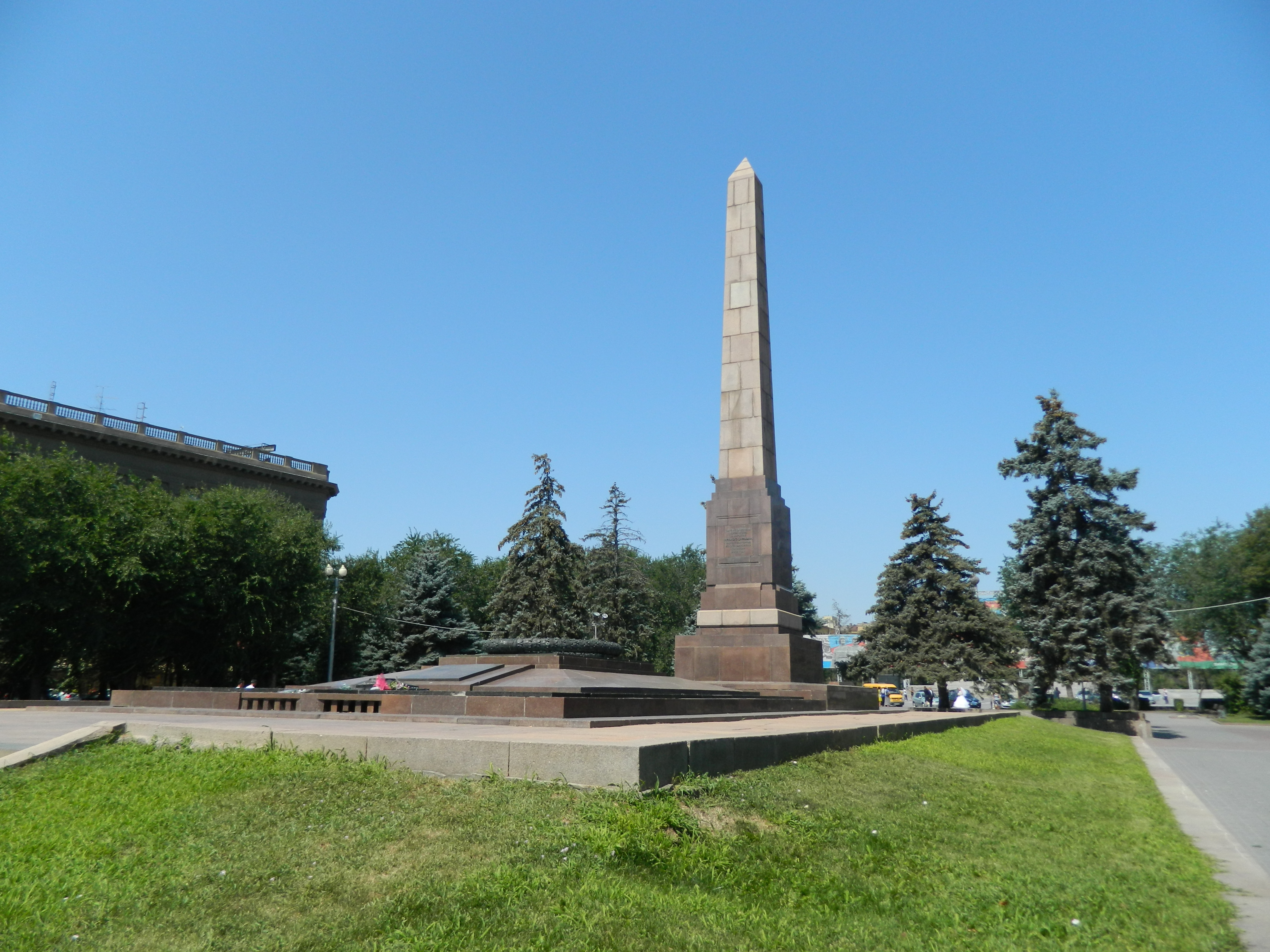
Памятник на площади Павших Борцов

В 1957 году на площади Павших Борцов был сооружён новый памятник на братских могилах защитников красного Царицына и Сталинграда. 1 февраля 1963 года около памятника был торжественно зажжён вечный огонь.
19 октября 1965 года, в рамках подготовки к комсомольской конференции, по инициативе Волгоградского городского комитета комсомола в городе был создан первый в стране Пост № 1. 14 ноября 1965 года первые часовые заступили на Почётную Вахту Памяти. Это были ученики 7 «А» класса школы № 9 (ныне гимназия № 3) Саша Воробьёв и Боря Школьников. У них были учебные карабины, своей формы не было.
В декабре 1965 года Пост № 1 закрыли. Однако, по просьбам жителей города, 27 апреля 1966 года часовые вновь заступили на пост. Но в этот раз уже в форме.
Вскоре о своём желании нести караул вместе с мальчишками заявили волгоградские девчонки. Несмотря на протесты некоторых видных деятелей, вскоре на пост стали заступать и девочки.

### 90-е годы
30 августа 1991 год Пост № 1 у Вечного огня города-героя Волгограда был закрыт. Отчасти это произошло из-за его «комсомольско-пионерского» статуса. Также были довольно спорные моменты в связи с радиоактивностью гранитных плит постамента Стелы и облицовки братской могилы и вопросы санитарно-гигиенического плана.
13 мая 1999 года вышло Постановление Волгоградского городского Совета народных депутатов и администрации Волгограда «Об открытии Поста № 1 у Вечного огня на Площади Павших борцов». 6 сентября этого же года на Пост № 1 вновь заступил Почётный караул
В отличие от советского времени, теперь смена одного караула длилась не 12, а всего 3 часа. Каждая смена — 2 часовых и 2 подчаска — стоит по-прежнему по 20 минут. Также изменилось и место дежурства — не у Вечного огня, а у подножия лестницы к нему.

### Наши дни

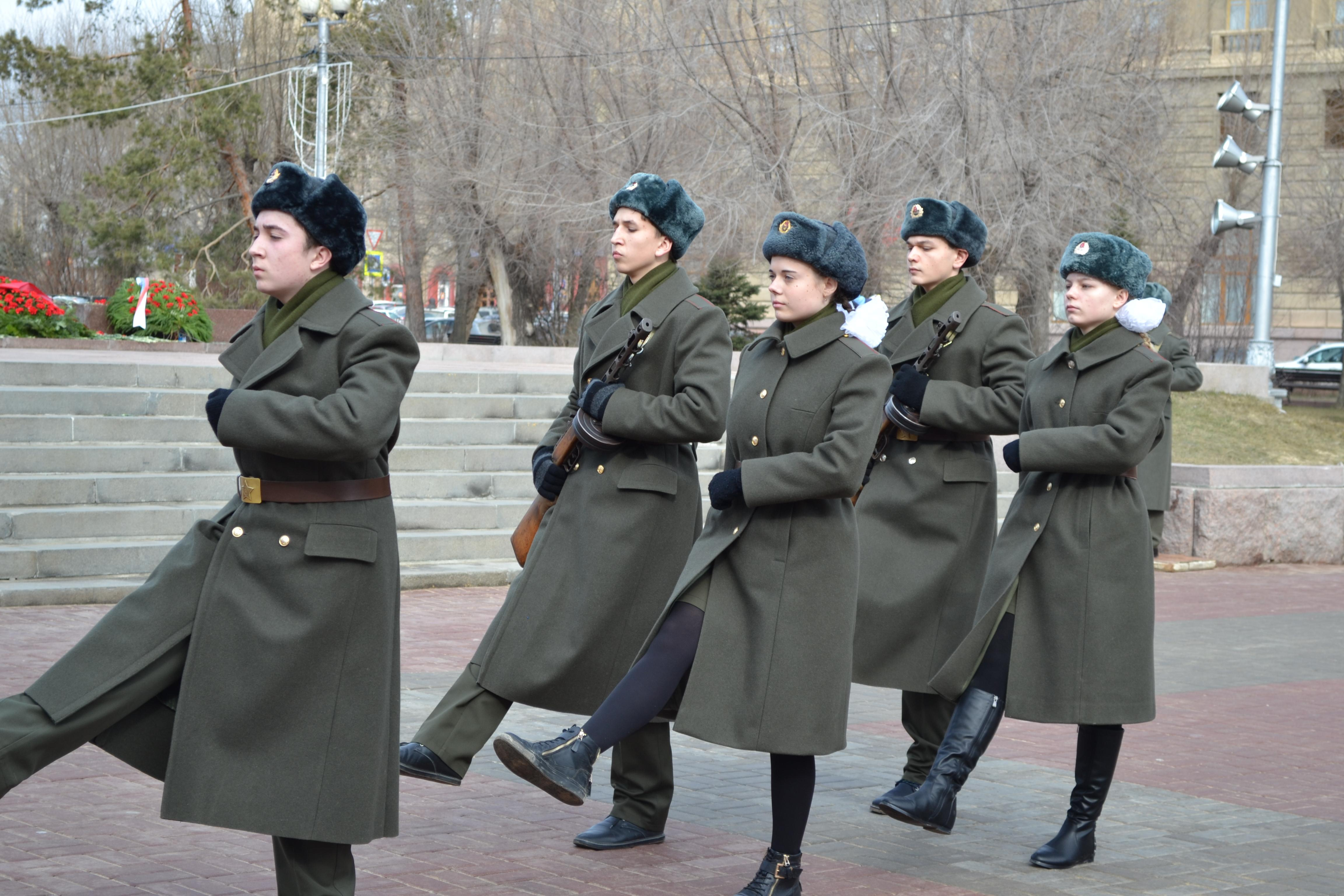

В наши дни Почётную вахту Памяти несут школы, лицеи, гимназии города. Каждое образовательное учреждение стоит на Посту 10 дней. В каникулы Пост не функционирует, как и в выходной день — воскресенье.
Питание юнармейцев осуществляется в столовой ВолгГМУ.

## Организация

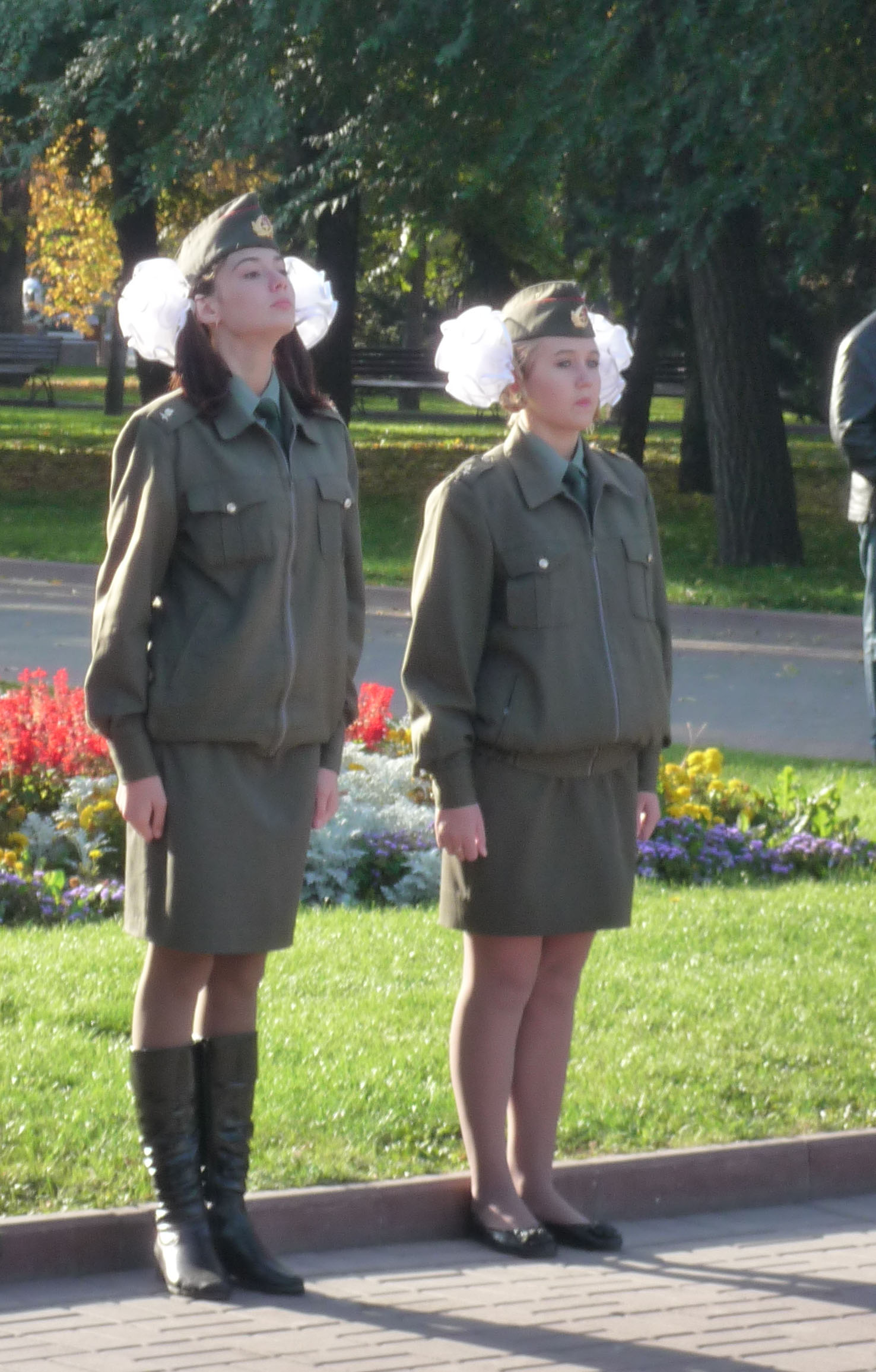
Почётный караул у Поста № 1

В составе Почётного караула Поста № 1 от образовательного учреждения насчитывается 50 человек:
- Командный и техсостав Почётного караула:
  - Начальник Почётного караула
  - Комендант (Почётного караула)
  - 2 помощника начальника Почётного караула
  - Помощник коменданта (Почётного караула)
  - Редакция (Пресс-центр):
    - Редактор
    - Пресс-секретарь

  - Связист
  - 4 регулировщицы
- Личный состав Почётного караула:
  - 2 разводящих
  - 2 караула:
    - I караул: 4 четвёрки («смены») и 2 запасных
    - II караул: 4 четвёрки («смены») и 2 запасных

Примечание: Запасных может быть и больше, и они могут быть приписаны сразу к обоим караулам.
Начальник Почётного караула — юнармеец, руководящий жизнью на территории Штаба Поста № 1, заступлением часовых на Пост. Является руководителем всего Почётного караула. Лично руководит заступлением часовых на Пост № 2 у Знамени Поста № 1.
Помощники начальника Почётного караула — помогают Начальнику Почётного караула в исполнении им его служебных обязанностей. Замещают его во время его отсутствия.
Комендант (иногда Комендант Почётного караула) — второй человек на территории Штаба после Начальника Почётного караула. Основными обязанностями коменданта являются заведование помещением Штаба Поста, формой одежды часовых и подчасков. Лично руководит заступлением часовых на Пост № 3 у входа в Штаб Поста № 1.
Помощник коменданта (Почётного караула) — помогает коменданту справляться со служебными обязанностями.
Пресс-центр — редактирование и выпуск стенгазеты Поста, информирование юнармейцев об основных событиях жизни Поста, школы и т. д.
Разводящий ответственен за две смены — «первый» разводящий — за 1 и 3 смены, «второй» — за 2 и 4 смены соответственно (деление условно, и оба разводящих равноправны). Разводящий является непосредственным начальником часовых юнармейцев в сменах, который руководит ими при взятии/сдаче оружия, заступлении часовых на Пост № 1, их смене на Посту, покидании ими Поста № 1.
Смена («четвёрка») — юнармейцы, непосредственно находящиеся на Посту № 1. Это двое часовых с оружием, и два подчаска, следящих за состоянием здоровья часовых.
Оружие часовых — пистолеты-пулемёты системы Шпагина, пистолет-пулемёт системы Судаева.

## Символы
Пост № 1 имеет своё знамя, эмблему и гимн.
6 сентября 1999 года состоялась торжественная церемония вручения главой администрации города-героя Волгограда Знамени Пост № 1 на площади Павших борцов у Вечного огня в присутствии ветеранов Великой Отечественной войны и многочисленных гостей.

#### Знамя Поста № 1 города-героя Волгограда
Знамя Поста № 1 города-героя Волгограда состоит из полотнища, древка с навершием. Полотнище Знамени прямоугольное, красного цвета. В центре полотнища помещены эмблема и девиз Поста № 1 «Памяти павших будьте достойны!».
Знамя Поста № 1 находится в знамённом зале в специально оборудованной нише. У Знамени ежедневно выставляется часовой из личного состава Почётного караула. При входе в знамённый зал каждый постовец отдаёт воинское приветствие Знамени. Вынос Знамени осуществляет знамённая группа во время проведения митингов, парадов и торжественной смены школ на Посту № 1.

#### Эмблема Поста № 1
Эмблемой Поста № 1 является символическое изображение Вечного огня на братской могиле на площади Павших борцов города-героя Волгограда, увенчанного лавровыми ветвями.
Эмблема помещается в центре полотнища Знамени Поста № 1, флага Поста № 1, является элементом формы постовца, а также изображена на печати и официальных бланках учреждения.

#### Гимн Поста № 1
Гимн Поста № 1 написан в ноябре 1999 года. Автор — Мария Дремлюга, пресс-секретарь Почётного караула МОУ СОШ № 96 Дзержинского района г. Волгограда. Исполняется при проведении всех торжественных ритуалов на Посту № 1, смене школ города на Посту № 1, открытии и закрытии смены оборонно-спортивного лагеря «Постовец».